# Phoroncidia aculeata
Phoroncidia aculeata är en spindelart som beskrevs av John Obadiah Westwood 1835. Phoroncidia aculeata ingår i släktet Phoroncidia och familjen klotspindlar. Inga underarter finns listade i Catalogue of Life.